# 1913 (szám)
Az 1913 (római számmal: MCMXIII) az 1912 és 1914 között található természetes szám.

## A matematikában
A tízes számrendszerbeli 1913-as a kettes számrendszerben 11101111001, a nyolcas számrendszerben 3571, a tizenhatos számrendszerben 779 alakban írható fel.
Az 1913 páratlan szám, prímszám. Kanonikus alakja 19131, normálalakban az 1,913 · 103 szorzattal írható fel. Két osztója van a természetes számok halmazán, ezek növekvő sorrendben: 1 és 1913.
Az 1913 harmincegy szám valódiosztóösszeg-függvényeként áll elő, ezek közül legkisebb a 7015.